# Списък с филмите на „Парамаунт Пикчърс“ (2010 – 2019)
Следва списък с филмите, които са оригинално продуцирани или разпространени театрално от Парамаунт Пикчърс и пуснати през 10-те години на XXI век.
| Премиера             | Заглавие                                      | Оригинално заглавие                              | Бележки |
| -------------------- | --------------------------------------------- | ------------------------------------------------ | --- |
| 19 февруари 2010 г.  | Злокобен остров                               | Shutter Island                                   | копродукция с Phoenix Pictures, Sikeila Productions и Appian Way Productions |
| 12 март 2010 г.      | Тя не ми е по джоба                           | She's Out of My League                           | копродукция с DreamWorks Pictures и Mosaic Media Group |
| 26 март 2010 г.      | Как да си дресираш дракон                     | How to Train Your Dragon                         | единствено разпространене, продуциран от DreamWorks Animation |
| 7 май 2010 г.        | Железният човек 2                             | Iron Man 2                                       | единствено разпространение, продуциран от Marvel Studios и Fairview Entertainment |
| 21 май 2010 г.       | Шрек завинаги                                 | Shrek Forever After                              | единствено разпространене, продуциран от DreamWorks Animation |
| 1 юли 2010 г.        | Последният повелител във въздуха              | The Last Airbender                               | копродукция с Nickelodeon Movies, Blinding Edge Pictures, и The Kennedy/Marshall Company |
| 30 юли 2010 г.       | Вечеря за идиоти                              | Dinner for Schmucks                              | копродукция с DreamWorks Pictures, Spyglass Entertainment, Parkes/MacDonald, Everyman Pictures и Reliance Entertainment |
| 2 септември 2010 г.  | Утре, когато войната започне                  | Tomorrow, When the War Began                     | единствено разпространение в САЩ, Австралия и Нова Зеландия, копродукция с Ambience Entertainment и Omnilab Media |
| 1 октомври 2010 г.   | Случай 39                                     | Case 39                                          | копродукция с Paramount Vantage |
| 15 октомври 2010 г.  | Jackass: Кретените 3D                         | Jackass 3D                                       | копродукция с Dickhouse Productions и MTV Films |
| 22 октомври 2010 г.  | Паранормална активност 2                      | Paranormal Activity 2                            | копродукция с Blumhouse Productions, Solana Films и Room 101, Inc. |
| 5 ноември 2010 г.    | Мегаум                                        | Megamind                                         | единствено разпространение, продуциран от DreamWorks Animation и Pacific Data Images |
| 10 ноември 2010 г.   | Сутрешен блок                                 | Morning Glory                                    | копродукция с Bad Robot Productions |
| 17 декември 2010 г.  | Боецът                                        | The Fighter                                      | единствено разпространение в САЩ, продуциран от The Weinstein Company, Relativity Media, Mandeville Films, Protozoa Pictures и Closest to the Hole Productions                                                                      |
| 22 декември 2010 г.  | Запознай се с малките                         | Little Fockers                                   | единствено международно разпространение, копродукция с Universal Pictures, Relativity Media, Tribeca Productions и Everyman Pictures                                                                                                |
| 22 декември 2010 г.  | Непреклонните                                 | True Grit                                        | копродукция с Skydance Productions, Scott Rudin Productions и Mike Zoss Productions |
| 21 януари 2011 г.    | Просто секс                                   | No Strings Attached                              | копродукция с The Montecito Picture Company, Spyglass Entertainment, Cold Spring Pictures, Handsomecharlie Films и Katalyst Films                                                                                                   |
| 11 февруари 2011 г.  | Джъстин Бийбър: Никога не казвай никога       | Justin Bieber: Never Say Never                   | копродукция с Insurge Pictures, MTV Films, Scooter Braun Films, AEG Live, Island Records и L.A Reid Media |
| 4 март 2011 г.       | Ранго                                         | Rango                                            | копродукция с Nickelodeon Movies, GK Films и Blind Wink |
| 6 май 2011 г.        | Тор: Богът на гръмотевиците                   | Thor                                             | единствено разпространение, продуциран от Marvel Studios |
| 27 май 2011 г.       | Кунг-фу панда 2                               | Kung Fu Panda 2                                  | единствено разпространение, продуциран от DreamWorks Animation |
| 10 юни 2011 г.       | Супер 8                                       | Super 8                                          | копродукция с Bad Robot Productions и Amblin Entertainment |
| 29 юни 2011 г.       | Трансформърс: От тъмната страна на луната     | Transformers: Dark of the Moon                   | копродукция с di Bonaventura Pictures и Hasbro |
| 22 юли 2011 г.       | Капитан Америка: Първият отмъстител           | Captain America: The First Avenger               | единствено разпространение, продуциран от Marvel Studios |
| 29 юли 2011 г.       | Каубои и извънземни                           | Cowboys & Aliens                                 | единствено международно разпространение, продуциран от Universal Pictures, DreamWorks Pictures, Relativity Media, Imagine Entertainment, Fairview Entertainment, Platinum Studios и K/O Paper Products                              |
| 14 октомври 2011 г.  | Вихърът на танца                              | Footloose                                        | копродукция с Spyglass Entertainment, MTV Films, Dylan Sellers Productions, Zadan/Meron Productions и Weston Pictures |
| 21 октомври 2011 г.  | Паранормална активност 3                      | Paranormal Activity 3                            | копродукция с Blumhouse Productions, Solana Films и Room 101, Inc. |
| 11 ноември 2011 г.   | Котаракът в чизми                             | Puss in Boots                                    | единствено разпространение, продуциран от DreamWorks Animation |
| 23 ноември 2011 г.   | Изобретението на Хюго                         | Hugo                                             | копродукция с GK Films и Infinitum Nihil |
| 9 декември 2011 г.   | Младите възрастни                             | Young Adult                                      | копродукция с Mandate Pictures, Right of Way Films, Denver and Delilah Productions и Mr. Mudd |
| 16 декември 2011 г.  | Мисията невъзможна: Режим Фантом              | Mission: Impossible – Ghost Protocol             | копродукция с Bad Robot Productions, Cruise/Wagner Productions и Skydance Productions |
| 21 декември 2011 г.  | Приключенията на Тинтин: Тайната на еднорога  | The Adventures of Tintin: Secret of the Unicorn  | единствено разпространение в Северна Америка, Великобритания и Австралия копродукция с Columbia Pictures, Nickelodeon Movies, Hemisphere Media Capital, The Kennedy/Marshall Company, WingNut Films и Amblin Entertainment          |
| 6 януари 2012 г.     | Дяволът в мен                                 | The Devil Inside                                 | единствено разпространение, продуциран от Insurge Pictures, di Bonaventura Pictures и Prototype Productions |
| 9 март 2012 г.       | Хиляда думи                                   | A Thousand Words                                 | копродукция с DreamWorks Pictures, Saturn Films и Work After Midnight Films |
| 4 април 2012 г.      | Титаник (3D издание)                          | Titanic (3D re-release)                          | северноамериканско разпространение, копродукция с 20th Century Fox и Lightstorm Entertainment |
| 4 май 2012 г.        | Отмъстителите                                 | The Avengers                                     | Единствен кредит на студиото продуциран от Marvel Studios разпространен от Уолт Дисни Студиос Моушън Пикчърс |
| 16 май 2012 г.       | Диктаторът                                    | The Dictator                                     | копродукция с Four By Two Films, Berg/Mandel/Shaffer Productions и Scott Rudin Productions |
| 8 юни 2012 г.        | Мадагаскар 3                                  | Madagascar 3: Europe's Most Wanted               | единствено разпространение, продуциран от DreamWorks Animation и Pacific Data Images |
| 5 юли 2012 г.        | Кейти Пери: Част от мен                       | Katy Perry: Part of Me                           | копродукция с Insurge Pictures, MTV Films и Imagine Entertainment |
| 24 август 2012 г.    | Танцьор със сенките                           | Shadow Dancer                                    | единствено разпространение във Великобритания, копродукция с BBC Films и Irish Film Board |
| 19 октомври 2012 г.  | Паранормална активност 4                      | Paranormal Activity 4                            | копродукция с Blumhouse Productions, Solana Films и Room 101, Inc. |
| 26 октомври 2012 г.  | Чудесен размер                                | Fun Size                                         | копродукция с Nickelodeon Movies, Anonymous Content и Fake Empire Productions |
| 2 ноември 2012 г.    | Чудната петорка                               | Rise of the Guardians                            | единствено разпространение, продуциран от DreamWorks Animation |
| 9 ноември 2012 г.    | Полет                                         | Flight                                           | копродукция с Parkes + MacDonald Image Nation и ImageMovers |
| 19 декември 2012 г.  | Гузен негонен                                 | The Guilt Trip                                   | копродукция с Skydance Productions и Michaels/Goldwyn Films |
| 21 декември 2012 г.  | Цирк дьо Солей: Необятни светове              | Cirque du Soleil: Worlds Away                    | копродукция с Cirque du Soleil Productions, Reel FX, Lightstorm Entertainment и Pace Group |
| 21 декември 2012 г.  | Джак Ричър                                    | Jack Reacher                                     | копродукция с Skydance Productions, Cruise/Wagner Productions и Mutual Film Company |
| 25 януари 2013 г.    | Хензел и Гретел: Ловци на вещици              | Hansel and Gretel: Witch Hunters                 | копродукция с Metro-Goldwyn-Mayer, MTV Films и Gary Sanchez Productions |
| 29 март 2013 г.      | G.I. Joe: Ответен удар                        | G.I. Joe: Retaliation                            | копродукция с Metro-Goldwyn-Mayer, Skydance Productions, Hasbro и di Bonaventura Pictures |
| 26 април 2013 г.     | Кръв и пот                                    | Pain & Gain                                      | копродукция с De Line Pictures |
| 3 май 2013 г.        | Железният човек 2                             | Iron Man 3                                       | Единствен кредит на студиото продуциран от Marvel Studios разпространен от Уолт Дисни Студиос Моушън Пикчърс |
| 16 май 2013 г.       | Пропадане в мрака                             | Star Trek Into Darkness                          | копродукция с Skydance Productions, Bad Robot Productions и K/O Paper Products |
| 21 юни 2013 г.       | Z-та световна война                           | World War Z                                      | копродукция с Skydance Productions, GK Films, Plan B Entertainment и Hemisphere Media Capital |
| 25 октомври 2013 г.  | Лошият дядо                                   | Jackass Presents: Bad Grandpa                    | копродукция с MTV Films и Dickhouse Productions |
| 18 декември 2013 г.  | Водещият 2: Легендата продължава              | Anchorman 2: The Legend Continues                | копродукция с Apatow Productions и Gary Sanchez Productions |
| 25 декември 2013 г.  | Вълкът от Уолстрийт                           | The Wolf of Wall Street                          | копродукция с Red Granite Pictures, Appian Way Productions, Sikelia Productions и Emjag Productions |
| 27 декември 2013 г.  | Ден на труда                                  | Labor Day                                        | копродукция с Indian Paintbrush, Right of Way Productions и Mr. Mudd |
| 3 януари 2014 г.     | Паранормална активност: Белязаните            | Paranormal Activity: The Marked Ones             | копродукция с Blumhouse Productions, Solana Films и Room 101. Inc. |
| 17 януари 2014 г.    | Джак Райън: Теория на хаоса                   | Jack Ryan: Shadow Recruit                        | копродукция с Skydance Productions, Mace Neufeld Productions и Di Bonaventura Pictures |
| 28 март 2014 г.      | Ной                                           | Noah                                             | копродукция с Regency Enterprises и Protozoa Pictures |
| 27 юни 2014 г.       | Трансформърс: Ера на изтребление              | Transformers: Age of Extinction                  | копродукция с di Bonaventura Pictures и Hasbro Studios |
| 25 юли 2014 г.       | Херкулес                                      | Hercules                                         | копродукция с Metro-Goldwyn-Mayer, Flynn Picture Company и Radical Pictures |
| 8 август 2014 г.     | Костенурките нинджа                           | Teenage Mutant Ninja Turtles                     | копродукция с Nickelodeon Movies, Platinum Dunes, Gama Entertainment, Mednick Productions и Heavy Metal Productions |
| 17 октомври 2014 г.  | Мъже, жени и деца                             | Men, Women & Children                            | копродукция с Right of Way Films |
| 7 ноември 2014 г.    | Интерстелар                                   | Interstellar                                     | единствено разпространение в САЩ, копродукция с Warner Bros. Pictures, Legendary Pictures и Syncopy Inc. |
| 12 декември 2014 г.  | Топ Пет                                       | Top Five                                         | копродукция с IAC Films и Scott Rudin Productions |
| 25 декември 2014 г.  | Комарджията                                   | The Gambler                                      | копродукция с Chartoff/Winkler Productions, Closest to the Hole Productions и Leverage Entertainment |
| 25 декември 2014 г.  | Селма                                         | Selma                                            | единствено разпространение в САЩ, продуциран от production by Pathé, Harpo Films, Plan B Entertainment, Cloud Eight Films, Redgill Selma Productions и Ingenious Media, английското разпространение се поддържа от 20th Century Fox |
| 30 януари 2015 г.    | Проект „Алманах“                              | Project Almanac                                  | копродукция с Insurge Pictures, MTV Films и Platinum Dunes |
| 6 февруари 2015 г.   | Спондж Боб: Гъба на сухо                      | The SpongeBob Movie: Sponge Out of Water         | копродукция с Paramount Animation, Nickelodeon Movies и United Plankton Pictures |
| 20 февруари 2015 г.  | Джакузи-машина на времето 2                   | Hot Tub Time Machine 2                           | копродукция с Metro-Goldwyn-Mayer |
| 15 май 2015 г.       | Зона 51                                       | Area 51                                          | единствено разпространение, продуциран от Insurge Pictures, Aramid Entertainment Fund, Blumhouse Productions, IM Global, Incentive Filmed Entertainment и Room 101                                                                  |
| 22 май 2015 г.       | Пияна сватба                                  | Drunk Wedding                                    | единствено разпространение, продуциран от Insurge Pictures |
| 1 юли 2015 г.        | Терминатор: Генисис                           | Terminator Genisys                               | копродукция с Skydance Productions и Annapurna Pictures |
| 31 юли 2015 г.       | Мисията невъзможна: Престъпна нация           | Mission: Impossible – Rogue Nation               | копродукция с Skydance Productions, Odin, China Movie Channel, Alibaba Pictures и Bad Robot Productions |
| 25 август 2015 г.    | Покори Луната                                 | Capture the Flag                                 | копродукция с 4 Cats Pictures, Lightbox Entertainment, Los Rockets AIE La Película, Telefónica Studios, Ikiru Films и Mediaset Spain                                                                                                |
| 18 септември 2015 г. | В плен                                        | Captive                                          | копродукция с BN Films, 1019 Entertainment, Brightside Entertainment и Yoruba Saxon Productions |
| 23 октомври 2015 г.  | Паранормална активност: Призрачното измерение | Paranormal Activity: The Ghost Dimension         | копродукция с Blumhouse Productions |
| 30 октомври 2015 г.  | Скаутски наръчник при зомби апокалипсис       | Scouts Guide to the Zombie Apocalypse            | копродукция с Broken Road Productions |
| 11 декември 2015 г.  | Големият залог                                | The Big Short                                    | единствено разпространение, продуциран от Regency Enterprises и Plan B Entertainment |
| 25 декември 2015 г.  | Баща в излишък                                | Daddy's Home                                     | копродукция с Gary Sanchez Productions и Red Granite Pictures |
| 30 декември 2015 г.  | Аномалиса                                     | Anomalisa                                        | номинация „Оскар“ за най-добър анимационен филм |
| 15 януари 2016 г.    | 13 часа: Тайните войници на Бенгази           | 13 Hours: The Secret Soldiers of Benghazi        | копродукция с 3 Arts Entertainment и Bay Films |
| 12 февруари 2016 г.  | Зуледнър 2                                    | Zoolander 2                                      | копродукция с Red Hour Productions и Scott Rudin Productions |
| 4 март 2016 г.       | Уиски, танго, фокстрот                        | Whiskey Tango Foxtrot                            | копродукция с Broadway Video и Little Stranger |
| 11 март 2016 г.      | Ул. Чудовищно 10                              | 10 Cloverfield Lane                              | копродукция с Bad Robot Productions |
| 30 март 2016 г.      | Всички искат нещо                             | Everybody Wants Some!!                           | копродукция с Annapurna Pictures |
| 3 юни 2016 г.        | Костенурките нинджа: На светло                | Teenage Mutant Ninja Turtles: Out of the Shadows | копродукция с Nickelodeon Movies, Platinum Dunes, Alibaba Pictures и China Movie Media Group |
| 22 юли 2016 г.       | Стар Трек: Отвъд                              | Star Trek Beyond                                 | копродукция с Skydance Media, Bad Robot Productions, K/O Paper Products, Alibaba Pictures и Huahua Media |
| 5 август 2016 г.     | Малкият принц                                 | The Little Prince                                | единствено разпространение във Франция, продуциран от ON Animation Studios |
| 12 август 2016 г.    | Флорънс                                       | Florence Foster Jenkins                          | единствено разпространение в САЩ, продуциран от BBC Films, Pathé, Canal+ и Qwerty Films |
| 19 август 2016 г.    | Бен-Хур                                       | Ben-Hur                                          | копродукция с Metro-Goldwyn-Mayer, Lightworkers Media и Bazelevs Company |
| 26 август 2016 г.    | Интервенцията                                 | The Intervention                                 | копродукция с Samuel Goldwyn Films |
| 23 септември 2016 г. | Братството                                    | Goat                                             | коразпространение с The Film Arcade |
| 21 октомври 2016 г.  | Джак Ричър: Не се връщай                      | Jack Reacher: Never Go Back                      | копродукция с Skydance Media и TC Productions |
| 11 ноември 2016 г.   | Първи контакт                                 | Arrival                                          | единствено разпространение в САЩ, продуциран от 21 Laps Entertainment, Lava Bear Films и FilmNation Entertainment |
| 23 ноември 2016 г.   | Съюзени                                       | Allied                                           | копродукция с ImageMovers, GK Films и Huahua Media |
| 9 декември 2016 г.   | Коледно парти                                 | Office Christmas Party                           | единствено разпространение в САЩ, копродукция с DreamWorks Pictures, Reliance Entertainment, Bluegrass Films и Entertainment 360 |
| 16 декември 2016 г.  | Прегради                                      | Fences                                           | копродукция с Marco, Bron Studios, Creative Wealth Media Finance и Scott Rudin Productions |
| 23 декември 2016 г.  | Мълчание                                      | Silence                                          | единствено разпространение в САЩ, копродукция с IM Global, Cappa/De Fina Productions, Cecchi Gori Pictures, Emmett/Furla/Oasis Films и Sikelia Productions                                                                          |
| 13 януари 2017 г.    | Монстър Тръкс                                 | Monster Trucks                                   | копродукция с Paramount Animation, Nickelodeon Movies и Disruption Entertainment |
| 20 януари 2017 г.    | Трите хикса: Отново в играта                  | XXX: Return of Xander Cage                       | копродукция с One Race Films, Revolution Studios и Roth Kirschenbaum Films |
| 3 февруари 2017 г.   | Предизвестена смърт 3                         | Rings                                            | копродукция с Parkes + MacDonald Imagination |
| 31 март 2017 г.      | Дух в броня                                   | Ghost in the Shell                               | копродукция с DreamWorks Pictures, Amblin Partners и Arad Productions |
| 25 май 2017 г.       | Спасители на плажа                            | Baywatch                                         | копродукция с Contrafilm, The Montecito Picture Company, Vinson Films, Flynn Picture Company и Seven Bucks Productions |
| 21 юни 2017 г.       | Трансформърс: Последният рицар                | Transformers: The Last Knight                    | копродукция с Hasbro Studios и di Bonaventura Pictures |
| 28 юли 2017 г.       | Неудобната истина 2                           | An Inconvenient Sequel: Truth to Power           | копродукция с Participant Media и Actual Films |
| 1 септември 2017 г.  | Треска за лалета                              | Tulip Fever                                      | Единствен кредит на студиото копродукция с The Weinstein Company, Worldview Entertainment и Ruby Films |
| 15 септември 2017 г. | Майка!                                        | Mother!                                          | копродукция с Protozoa Pictures |
| 20 октомври 2017 г.  | По-различна, също като мен                    | Same Kind of Different as Me                     | копродукция с Disruption Entertainment, разпространява Pure Flix Entertainment |
| 27 октомври 2017 г.  | Райско кътче в ада                            | Suburbicon                                       | единствено разпространение в САЩ, продуциран от Black Bear Pictures, Dark Castle Entertainment, Bloom и Smokehouse Pictures |
| 10 ноември 2017 г.   | Баща в излишък 2                              | Daddy's Home 2                                   | копродукция с Gary Sanchez Productions |
| 22 декември 2017 г.  | Малък голям живот                             | Downsizing                                       | копродукция с Ad Hominem Enterprises |
| 4 февруари 2018 г.   | Чудовищният парадокс                          | The Cloverfield Paradox                          | копродукция с Bad Robot Productions, разпространява се от Netflix |
| 23 февруари 2018 г.  | Изтребление                                   | Annihilation                                     | единствено разпространение в САЩ, Канада и Китай, копродукция с Skydance Media, DNA Films и Scott Rudin Productions |
| 23 март 2018 г.      | Шерлок Гномс                                  | Sherlock Gnomes                                  | копродукция с Paramount Animation, Metro-Goldwyn-Mayer и Rocket Pictures |
| 6 април 2018 г.      | Нито звук                                     | A Quiet Place                                    | копродукция с Platinum Dunes |
| 18 май 2018 г.       | Книга за възрастни                            | Book Club                                        | единствено разпространение в САЩ и Великобритания, продуциран от June Pictures, Endeavor Content и Bloom |
| 1 юни 2018 г.        | Увеселителен парк                             | Action Point                                     | копродукция с Dickhouse Productions |
| 27 юли 2018 г.       | Мисията невъзможна: Разпад                    | Mission: Impossible – Fallout                    | копродукция с Skydance Media, Bad Robot Productions и Tom Cruise Productions |
| 2 ноември 2018 г.    | Няма балами                                   | Nobody's Fool                                    | копродукция с Paramount Players and Tyler Perry Studios |
| 9 ноември 2018 г.    | Овърлорд                                      | Overlord                                         | копродукция с Bad Robot Productions |
| 16 ноември 2018 г.   | Почти истинско семейство                      | Instant Family                                   | [ 48 ] |
| 21 декември 2018 г.  | Бъмбълби                                      | Bumblebee                                        | копродукция с Allspark Pictures, di Bonaventura Pictures и Tencent Pictures |
| 8 февруари 2019 г.   | Какво искат мъжете                            | What Men Want                                    | копродукция с Paramount Players, BET Films и Will Packer Productions |
| 15 март 2019 г.      | Парка на чудесата                             | Wonder Park                                      | копродукция с Paramount Animation, Nickelodeon Movies и Ilion Animation Studios |
| 5 април 2019 г.      | Гробище за домашни любимци                    | Pet Sematary                                     | копродукция с di Bonaventura Pictures |
| 31 май 2019 г.       | Рокетмен                                      | Rocketman                                        | копродукция с Marv Films, Rocket Pictures и New Republic Pictures |
| 12 юли 2019 г.       | Плячка                                        | Crawl                                            | копродукция с Ghost House Pictures |
| 9 август 2019 г.     | Дора и градът на златото                      | Dora and the Lost City of Gold                   | копродукция с Paramount Players, Walden Media, Nickelodeon Movies и Media Rights Capital |
| 11 октомври 2019 г.  | Близнакът                                     | Gemini Man                                       | копродукция с Skydance Media и Jerry Bruckheimer Films |
| 18 октомври 2019 г.  | Илай                                          | Eli                                              | копродукция с Paramount Players, MTV Films и Intrepid Pictures; пуснат от Netflix |
| 1 ноември 2019 г.    | Терминатор: Мрачна съдба                      | Terminator: Dark Fate                            | единствено разпространение в САЩ, копродукция с 20th Century Fox, TSG Entertainment, Lightstorm Entertainment, Tencent Pictures (Китайски разпространител) и Skydance Media                                                         |
| 8 ноември 2019 г.    | Не си играй с огъня                           | Playing with the Fire                            | копродукция с Paramount Players, Nickelodeon Movies, Walden Media, и Broken Road Productions |
| 22 ноември 2019 г.   | Синята история                                | Blue Story                                       | единствено разпространение, продуциран от BBC Films, Joi Productions и DJ Films |